# Vondel (bier)

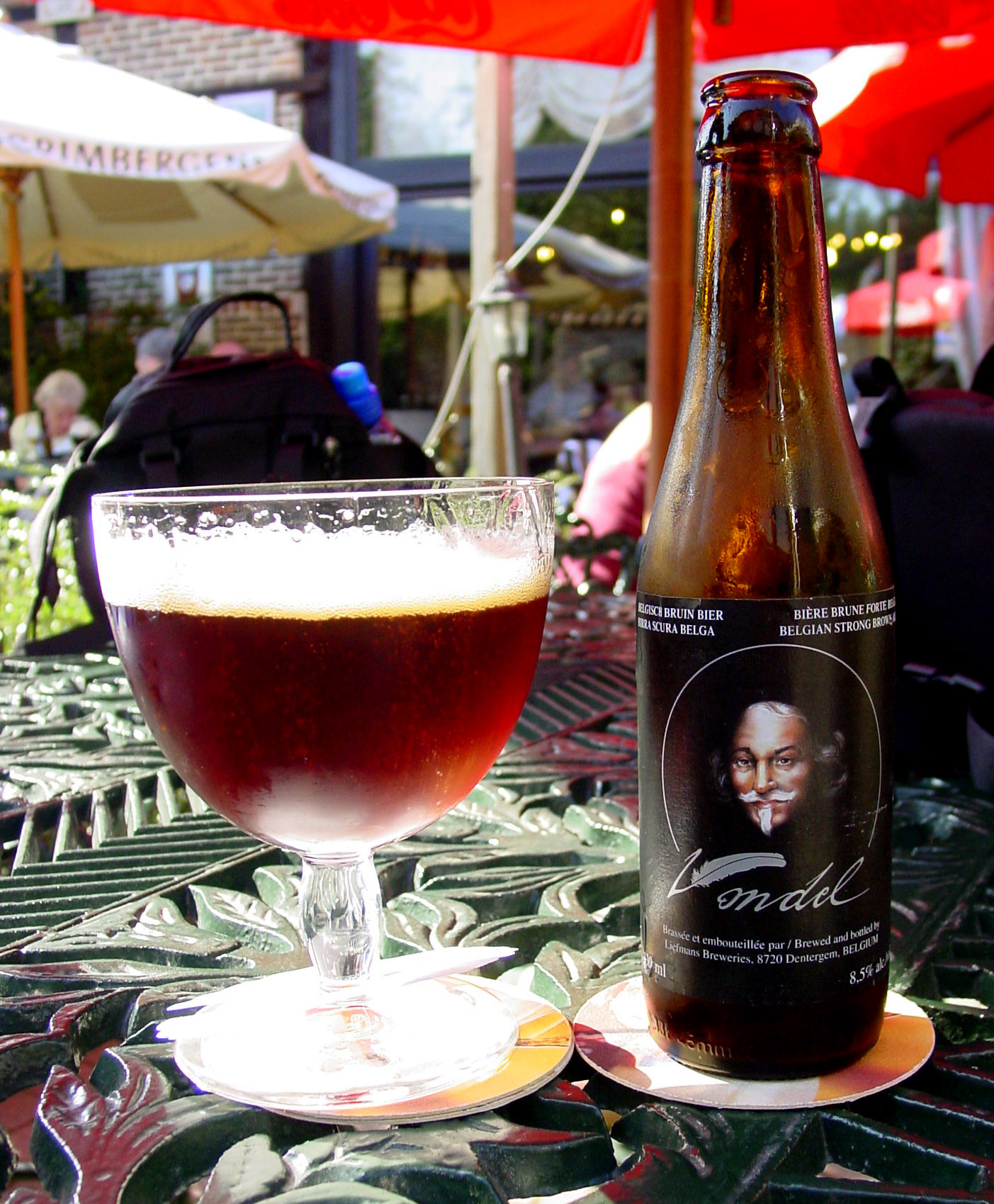
Een Vondel op een terras in 2006.

Vondel was een donkerbruin bier van 8,5 % Vol alcohol dat door Brouwerij Riva uit Dentergem, alias Liefmans Breweries werd gebrouwen.
Het bier heeft anderhalve maand nodig om te rijpen, hierbij worden de aanwezige suikers omgezet in alcohol. Door het hoge suikergehalte heeft het een spekachtige, enigszins naar zoethout neigende smaak. De nasmaak neigt naar Madeira.
Zoals de meeste bruine bieren kan het, rechtstaand en op keldertemperatuur, lang bewaard worden.
De oorspronkelijke brouwer was Brouwerij Vondel uit Meulebeke.
Het bier is verkrijgbaar in flessen van 33 en 75 centiliter of per vat van 30 liter.
Sinds het faillissement van de brouwerij eind 2007 is het bier niet meer uitgebracht.